# Babysitting 2
Pour les articles homonymes, voir Baby-sitting.
Série
Babysitting
(2014)
Pour plus de détails, voir Fiche technique et Distribution.
Babysitting 2 est une comédie française réalisée par Nicolas Benamou et Philippe Lacheau, sortie en 2015.
Le film débute alors que Sonia décide de présenter son petit ami Franck à son père. Accompagnés de Sam, Ernest, Alex et Estelle, leurs amis, ils se rendent au Brésil, pour passer des vacances dans l’écolo-hôtel de Jean-Pierre, le père de Sonia. Franck veut profiter de ce voyage pour la demander en mariage. Cependant, à la suite d'un incident, Sonia se pose des questions vis-à-vis de Franck. Surprenant une discussion entre Sonia et Estelle, Franck refuse de la demander en mariage. Pour oublier cela, Sam organise une excursion dans la jungle. Tout ne se passe pas comme prévu. En effet, la grand-mère de Sonia les accompagne ainsi que deux jolies touristes françaises rencontrées dans une boutique par hasard, Julie et Erika. Mais le soir, les garçons, la grand-mère et leur guide ne sont toujours pas revenus. Le lendemain matin, Jean-Pierre retrouve une caméra (Kodak) de type GoPro... Tout l’hôtel commence à visionner les images dans une salle. On se rend compte au long du visionnage du côté féminin d'Alex, dragueur de Sam et on aperçoit un brin de courage chez Franck...
Il s'agit de la suite du film Babysitting (2014).

## Synopsis
Tout commence peu de temps après le premier film (à en voir l'affiche promotionnelle du livre que Franck a fini par éditer). Franck, Sonia, Ernest, Sam, Alex et Estelle (qui est devenue sa petite amie) sont à l'aéroport ; en effet, Sonia a invité toute la bande à passer des vacances au Brésil, dans l’écolo-hôtel de Jean-Pierre, le père de Sonia, auquel cette dernière souhaite présenter Franck.
Dans l'avion, Franck dévoile à Sam et Alex son intention de demander Sonia en mariage et qu'il a acheté une bague. Sonia prend les garçons par surprise, Alex avale la bague et dit à Franck qu'il va falloir attendre pour la récupérer.
La bande finit par atterrir au Brésil et se rendent à l’hôtel où Jean-Pierre les attend. Les présentations faites, Jean-Pierre fait visiter l’hôtel au groupe. Il leur explique qu'il n'y a pas de technologie (ce qui gêne certains) à part les lampes et un écran géant dans un bar ; le bassin qu'Alex prend pour une piscine est un bassin pour tortues centenaires, qui ont une balise sur le dos pour suivre leurs déplacements. À la fin, le groupe rencontre la vieille mère acariâtre de Jean-Pierre, Yolande, Michel Massieye et sa femme Jacqueline ainsi que leur fille, des invités importants pour un label, mais Alex envoie un harpon dans la valise de Franck (trouant ses vêtements) et faisant bousculer Franck sur Yolande, qui tombe. L'accident oublié, le groupe part s'amuser après que Jean-Pierre leur a appris que le logo de l’hôtel, un toucan au bec bleu, a été choisi en hommage à l'animal qui est éteint. Le groupe passe une bonne journée mais des enfants finissent par taper Sonia avec leurs ballons. Marco, leur père, arrive, et Sonia demande à Franck de prendre sa défense mais ce dernier n'en a pas le courage. S'ensuit toute une scène où Jean-Pierre intervient et résout le problème et où Sonia devient distante vis-à-vis de Franck.
Plus tard, alors qu'Alex est en train d'acheter des souvenirs, Franck et Sam rencontrent deux touristes françaises, Julie et Erika ; Sam est intéressé par l'une d'entre elles (Erika, qui travaille pour une entreprise italienne), Sonia arrive et est plus distante encore avec Franck, ayant observé la scène. Plus tard encore, alors que Sonia et Estelle discutent en se faisant masser, Franck, Alex et Sam écoutent leurs discussions. Franck voulait demander Sonia en mariage au même moment où Sonia avoue ses soupçons envers lui ; Franck décide donc de remettre sa demande à plus tard.
Le soir, alors que Franck est très attristé, Sam annonce qu'il a préparé une visite guidée du coin, pour qu'il puisse se changer les idées. Sam a ensuite une discussion avec Ernest qui lui dit qu'il ne lui en veut plus pour sa femme (voir Babysitting, car sa femme le trompait avec Sam) et que ça lui a permis de rencontrer Joséphine, sa nouvelle compagne.
Le lendemain, alors que les garçons sont prêts, Ernest se joint à eux et Jean-Pierre leur donne Yolande pour l'occuper ; le groupe s'en va pour sa virée. Mais le soir tombe et le groupe n'est toujours pas revenu alors qu'il l'aurait dû depuis des heures, des recherches sont faites mais l'obscurité empêche de continuer. Le lendemain, alors que le reste de la bande est toujours inquiet, Jean-Pierre arrive, ayant trouvé la caméra d'Alex, ils décident de visionner les images sur l'écran géant, l'événement attire les autres personnes présentes dans l’hôtel dont Michel et sa famille, tout le monde regarde les images et vont découvrir ce qui leur est arrivé.
Les images commencent pile lorsque le groupe quitte l’hôtel. Ils prennent un bus qui les emmène au lieu où ils doivent retrouver le guide John. Arrivé sur place, on découvre que Sam a invité Julie et Erika, ce qui crée quelques réticences à Franck. Le guide fait prendre au groupe un avion et voyage vers une partie de la jungle ; après l'atterrissage, le véhicule de Yolande tombe en panne et le groupe est obligé de le laisser sur place en attendant qu'il soit rechargé grâce à une machine, le groupe part après avoir rencontré un paresseux sur le lieu de la piste.
Le guide fait visiter au groupe des cavernes (qu'Alex qualifie dignes de la batcave de Batman), tellement immenses qu'on se croirait dans un labyrinthe, alors qu'il rassure le groupe qu'ils n'ont rien à craindre, le guide tombe dans un trou et le groupe essaie de l'en sortir, vainement. Le groupe décide de le laisser là pour chercher du secours mais se perd, entre-temps Ernest se coince le bras sous un rocher et l'une des filles dit que le meilleur moyen est de lui couper le bras, se référant au film 127 heures où Franck lui rappelle que c'est justement un film et la fille lui réplique que c'est tiré d'une histoire vraie, et tout le groupe se résigne au plan mais Ernest réapparaît s'étant décoincé mais Alex l’assomme car il avait été convenu qu'il soit dans les vapes pour le procédé (ce qui fait qu'il devient un peu amnésique après).
Après cela, le groupe ressort de la caverne par une autre sortie où Franck se fait mordre par une araignée banane, entre les jambes, et dont la morsure tue dans les heures qui viennent. Le groupe aperçoit un ULM et Sam lui lance une fusée, à la place d'Alex qui l'avait en lui disant qu'il a fait assez de conneries, pour attirer son attention. Mais la fusée percute l'ULM qui tombe au loin avec son passager, Yolande dit à Sam : « Décidément ! Vous les arabes, vous avez vraiment un problème avec tout ce qui vole ! ».
Après cela, le groupe avance dans la jungle, où Franck peine à marcher, et s'approche d'une rivière où il tombe sur le nid d'un toucan à bec bleu, révélant que l’espèce n'est pas éteinte, contenant des œufs après avoir fait fuir l'oiseau. D'abord émerveillé, le groupe mange les œufs tandis qu'un brancard pour Franck (qui peine à marcher et que finalement, ce sera Yolande qui l'utilisera) est construit, on apprend durant le repas improvisé que Sam a fait quelque chose aux tortues centenaires, mais lors d'une discussion venant juste après le groupe aperçoit Yolande sur le radeau qui tombe à l'eau et est emporté par le courant.
Puis Alex, sous l'effet de la situation, pleure mais le groupe fait alors face à un jaguar, Alex dit « Oh putain une panthère noire !» et Franck le rectifie en disant « Une panthère noire, c'est noir Ducon ! » et Alex dit « Oh putain une panthère jaune », puis prend une branche à la forme d'un pistolet et dit « C'est pour lui faire croire qu'on a un pistolet » et Sam lui répond « T'es con, c'est un animal ! Ça connaît pas les pistolets ! » , ce à quoi Alex réplique par « Tant mieux, comme ça elle verra pas que c'est un faux » puis tire dans le vide et un tir se fait entendre, faisant fuir l'animal et le groupe rencontre des Indiens. L'un d'eux soigne Franck en lui aspirant le venin là où l'araignée a piqué tandis que Sam retrouve le radeau sans Yolande.
Les Indiens les emmènent à leur village où ils retrouvent Yolande et le groupe essaie de leur faire part de leur situation au chef de la tribu et Alex montre la carte souvenir qu'il a achetée, lorsque Franck et Sam ont rencontré les filles, et qui représente l’hôtel. Finalement, Franck pense que les Indiens les ramèneront demain à l’hôtel (alors que le chef lui a juste dit que son pantalon est troué), ce qui rend le groupe content, ils passent ainsi le reste de la journée avec leurs nouveaux amis et passent de bons moments.
Le soir, une fête est faite en l’honneur du groupe où un rituel doit avoir lieu ; en effet, plus tôt, lors de la visite des cavernes, le guide leur avait dit qu'une tradition indienne veut que les Indiens donnent aux étrangers la femme du chef (pour qu'elle couche avec l'un d'eux). Sam se propose mais la femme du chef se révèle immonde et Sam est obligé de se sacrifier pour ne pas offenser les Indiens ; après ça, les Indiens droguent, avec une préparation de feuille de coca, le reste du groupe qui perd la tête.
Le lendemain, après s’être réveillé, les Indiens emmènent le groupe dans une partie de la forêt reconvertie en décharge, de retour au village, Franck fait un discours patriotique où il dit aux Indiens sa colère sur les personnes qui ont fait ça alors qu'ils les ont hébergés comme leurs familles. Mais lorsqu'il descend de l'estrade de bois sur laquelle il s’était posé, Franck envoie un bâton enflammé sur une hutte qui provoque un incendie et Alex l'aggrave en jetant de l'alcool — pensant qu'il s'agit de l'eau — sur les flammes.
Le groupe fuit les Indiens en colère et s'ensuit une course poursuite durant laquelle le passager de l'ULM est retrouvé et laissé coincé sur un arbre et que le groupe saute dans une rivière depuis une falaise (Julie, Erika et Yolande incluses).
Le groupe parvient à retrouver l'avion et Ernest le démarre pour le faire décoller mais Yolande qui a récupéré son véhicule n'est pas montée dans l'avion, qui est contraint de s’arrêter, le groupe la fait monter à bord et Alex embarque le paresseux qui s'était glissé dedans, le groupe réussit finalement à décoller alors qu'ils étaient encerclés par les Indiens mais laisse le guide qui est réapparu, étant sorti de la caverne.
Le groupe se félicite et est content d'avoir échappé aux Indiens en colère, mais le bonheur est de courte durée car Ernest, qui pilote l'avion, qui n'a réussi qu'à piloter des avions uniquement sur Playstation dans sa vie, vide le réservoir alors que l'avion vole haut dans le ciel. Le groupe se décide à sauter en parachute (sauf Ernest qui tombe dans les vapes en apprenant le plan) et Franck prend le parachute de Yolande, qui l'a cassé et qui a demandé de la laisser sur place, et lui donne le sien.
Le groupe saute (le paresseux inclus, qui s'attache à Alex, qui filme Ernest dans les vapes alors qu'il est en train de tomber) et atterrit sans problème à la mer ; ils regagnent tous la plage où Ernest est coincé. Tandis que les garçons essaient de le faire descendre et que le paresseux montre sa tête à la caméra avant de s'en aller, les filles discutent et on apprend que Julie a fait l'amour avec Franck lorsqu'il était sous l'effet de la drogue (bien qu'elle avoue qu'elle n'a pas fait attention, étant sous l'effet aussi). Sonia regardant la vidéo et apprenant cela est dégoûtée que Franck l'ait trompée et s'en va ; au même moment, les garçons libèrent Ernest.
Le groupe se repose sur la plage et discute avec Yolande qui leur révèle qu'elle avait repris son véhicule pour reprendre son livre souvenir avec plein de photos (dont un ami de Yolande appelé Fernand, qu'Alex décrit comme « Mario Bros en vieux »), de quand elle et Jean-Pierre étaient encore chez eux mais qu'elle a décidé de suivre Jean-Pierre au Brésil car ce dernier se sent rassuré de l'avoir à ses côtés. Au détour d'une phrase, elle révèle au groupe que c'est Jean-Pierre qui est responsable de la décharge dans la forêt et que son combat pour l'écologie n'est que des conneries.
Sam et Alex s'en vont chercher à manger et découvrent qu'ils sont près de l’hôtel ; Sam parvient à convaincre Alex de ne rien dire aux autres pour pouvoir passer plus de temps avec les filles. Ils prennent de la nourriture et des peignoirs pour partir et ils manquent de peu de rencontrer Sonia et Estelle mais Alex fait tomber la caméra et on découvre que Jacqueline trompe Michel avec Jean-Pierre et c'est après ça qu'il découvre la caméra.
Jean-Pierre essaie de s'en sortir avec Michel qui est en colère contre lui, ayant vu les images mais c'est alors là que les Indiens débarquent dans l’hôtel. Au même moment, le groupe est retrouvé par les secours, en ayant localisé le signal d'une des tortues auxquelles Sam a attaché des couverts de cuisine qui est passée devant la caméra, et est ramené à l’hôtel où Jean-Pierre leur explique la situation et qu'il a dû accepter d’héberger les Indiens le temps de la reconstruction de leur village et de la forêt, à ses frais. Il est en colère contre Franck pour sa traîtrise envers Sonia mais Sam révèle que c'est Ernest qui a couché avec Julie et le prouve grâce à une photo, ce qui fait que Joséphine quitte Ernest avec son prof de surf (vu tout le temps à ses côtés) et Alex récupère la bague qu'il avait ingérée mais Franck est déjà parti.
Franck retrouve Sonia et lui explique le malentendu et lui prouve son amour en lui offrant une bague indienne qu'il a prise alors qu'ils étaient chez les Indiens et se venge de Marco, le père des enfants qui a interrompu la scène, en faisant démarrer le bateau auquel il était attaché.
Franck et Sonia se marient à l’hôtel par le chef indien, entouré de toute la bande, Jean-Pierre, Yolande, des personnes de l’hôtel et les Indiens mais le toucan à bec bleu réapparaît alors et vole la caméra d'Alex à ce dernier (probablement pour venger ses œufs) puis s'enfuit avec alors qu'on est dans la vue de la caméra, Alex lui court après en criant « poulet de merde ».
Le film se termine avec les différents personnages qui dansent individuellement.

## Fiche technique
Sauf indication contraire, les informations mentionnées dans cette section peuvent être confirmées par la base de données cinématographiques IMDb,  présente dans la section « Liens externes ».
- Titre original : Babysitting 2
- Réalisation : Nicolas Benamou et Philippe Lacheau
- Scénario : Philippe Lacheau, Pierre Dudan (II), Pierre Lacheau, Julien Arruti et Nicolas Benamou
- Musique : Maxime Desprez et Michaël Tordjman
- Direction artistique : Claudio Amaral Peixoto
- Décors : Claudio Amaral Peixoto
- Costumes : Aurore Pierre
- Photographie : Antoine Marteau
- Son : Arnaud Lavaleix, Frédéric Le Louet, Julien Perez
- Montage : Olivier Michaut-Alchourroun
- Production : Christophe Cervoni et Marc Fiszman
  - Coproduction : Julien Deris, Franck Elbase, David Gauquié, Nicolas Lesage et Etienne Mallet
- Sociétés de production[1] : Axel Films, Madame Films, M6 Films et Cinéfrance 1888, en association avec Universal Pictures International et La Banque Postale Image 8, Sofica Manon 5 et Cinémage 9, avec la participation de Canal+, Ciné+, M6 et W9
- Sociétés de distribution[2] : Universal Pictures International (France) ; Cinéart (Belgique) ; A-Z Films (Québec) ; Pathé Films AG (Suisse romande)
- Budget : 9 458 736 €[3]
- Pays de production :  France
- Langue originale : français
- Format[4] : couleur — 1,85:1 (Panavision) — son Dolby 5.1
- Genre : comédie
- Durée : 93 minutes
- Dates de sortie[5] :
  - France, Belgique, Suisse romande : 2 décembre 2015[6],[7]
  - Québec : 29 janvier 2016[8]
- Classification[9] :
  - France : tous publics[10]
  - Belgique : tous publics (Alle Leeftijden)[6]
  - Suisse romande : interdit aux moins de 10 ans[11]
  - Québec : tous publics (G - General Rating)[8]

## Distribution
- Philippe Lacheau : Franck
- Alice David : Sonia Lamar
- Vincent Desagnat : Ernest Lamar, le cousin de Sonia
- Tarek Boudali : Sam
- Julien Arruti : Alex
- Charlotte Gabris : Estelle
- Valériane de Villeneuve : Yolande, la grand-mère d'Ernest et de Sonia, et mère de Jean-Pierre
- Élodie Fontan : Julie
- Élisa Bachir Bey : Erika
- Christian Clavier : Jean-Pierre Lamar, père de Sonia et oncle d'Ernest
- Valérie Karsenti : Jacqueline Massieye
- Jérôme Commandeur : Michel Massieye
- Joséphine Draï : Joséphine
- Jean-Luc Couchard : Marco
- Ken Samuels : John, le guide
- Jean-Michel Correia : le vigile à l'aéroport

## Production

### Attribution des rôles
Enzo Tomasini, qui incarnait Rémi dans le premier film, n'est pas présent dans cette suite. Élodie Fontan, que Philippe Lacheau a rencontré à Cannes, et Christian Clavier rejoignent quant à eux la distribution après s'être croisés dans Qu'est-ce qu'on a fait au Bon Dieu ?. Christian Clavier, qui devait aussi jouer dans la suite du film Les Profs, Les Profs 2, dont le tournage était à la même période que celui de Babysitting 2, a dû renoncer à jouer une deuxième fois le rôle du professeur pour aller tourner Babysitting 2 au Brésil : il est donc remplacé par Didier Bourdon dans Les Profs 2.

### Tournage
Le tournage du film a eu lieu du 12 janvier au 12 mars 2015 dans la ville d'Itacaré au Brésil. Nicolas Benamou et Philippe Lacheau sont restés 4 mois et demi là-bas. Ils se sont rendus sur place plusieurs semaines avant  pour le filmage et repérer les lieux propices à leur scénario.
Toutes les cascades du film ont été effectuées par les acteurs eux-mêmes.

## Accueil

### Box-office
| Pays ou région | Box-office        | Date d'arrêt du box-office | Nombre de semaines |
| -------------- | ----------------- | -------------------------- | ------------------ |
| France         | 3 203 541 entrées | 26 janvier 2016            | 8                  |

## Éditions en vidéo
- Date de sortie en DVD et Blu-ray le 7 avril 2016 [réf. souhaitée]